# اتحاد كوراساو لكرة القدم
اتحاد كوراساو لكرة القدم (بالبابيامنتو: Federashon Futbòl Kòrsou) هي جمعية كرة القدم في كوراساو. وهو الوريث القانوني لاتحاد جزر الأنتيل الهولندية لكرة القدم والذي انحل بانتهاء جزر الأنتيل الهولندية في 2010. ويمثل هذا الاتحاد منتخب كوراساو لكرة القدم. انضم الاتحاد إلى الفيفا عام 1932 وإلى الكونكاكاف في عام 1961.

## روابط خارجية
- الموقع الرسمي
- كوراساو في موقع الفيفا
- كوراساو في موقع الكونكاكاف